# Kryptokokóza ptáků
Kryptokokóza je systémová mykóza živočichů postihující zejména CNS (u lidí se projevuje kryptokokóza jako akutní meningoencefalitida). U ptáků se vyskytuje ojediněle; u drůbeže není znám veterinární ani ekonomický význam.

## Příčiny nemoci (etiologie)
Původcem kryptokokózy je imperfektní houba kvasinkového typu Cryptococcus neoformans. Reprodukuje se pučením. Buňky jsou sférické, velikosti 5-15 µm, obalené silným mucinózním pouzdrem. Pouzdro chrání kvasinku před fagocytózou a působením vnějším vlivů. Roste dobře na Sabouraudově agaru při teplotě 37 i 20 °C a za 5-10 dní inkubace tvoří konvexní, nažloutlé a lesklé kolonie. Saprofytické druhy kryptokoků rostou pouze při nižších teplotách (< 25 °C), což napomáhá k diferenciaci virulentního C. neoformans.

## Vznik a šíření nemoci (epizootologie)
C. neoformans se vyskytuje celosvětově jako saprofyt v půdě, na rostlinách a velmi širokém okruhu zvířecích hostitelů. Ptáci samotní nejsou nosiči kryptokoků, ani aktivně neslouží k jejich rozšiřování, pouze připravují pro patogenní houbu vhodné životní prostředí. Rezervoárem a zdrojem infekce jsou ptačí hnízda a ptačí trus, který obsahuje nízkomolekulární dusíkaté látky (kreatin,kyselinu močovou), které kryptokoky utilizují. Člověk se nakazí inhalací vysušených a kontaminovaných částic trusu poletujících ve vzduchu.
Kryptokoky byly izolovány v trusu mnoha druhů ptáků, včetně drůbeže, holubů, bažantů, oblíbených ptáků i divoce žijících pátků. Pro člověka je nejzávažnější kontakt s trusem holubů a papoušků (manipulace s trusem, čistění klecí na sucho apod.). Způsoby přenosu a patogeneze případného onemocnění ptáků nejsou známy.

## Projevy nemoci (symptomatologie)
Informací o výskytu a průběhu kryptokokózy u ptáků je velmi málo. U ptáků držených v zajetí byla diagnostikována obvykle až post mortem. U kakadua moluckého s diseminovanou kryptokokózou byl pozorován průjem, slepota a želatinózní materiál v dlouhých kostech, dýchacích cestách a v břišní dutině. V jiném případě u ara zelenokřídlého byl zjištěn průjem a paralýza.

## Diagnostika
Diagnóza in vivo je obtížná. Při mikroskopickém vyšetření nativních preparátů z postižených míst nebo želatinózního materiálu se nacházejí kulovité pučící buňky s nápadným pouzdrem. Pro potvrzení diagnózy je nutná izolace a identifikace původce.

## Terapie
K léčbě ptáků je možné použít antimykotické látky (amphotericin B nebo ketokonazol), ale prognóza u diseminované kryptokokózy je nepříznivá. 